# Silent Circle
Silent Circle ist eine deutsche Popband, die in den 1980er Jahren vor allem durch ihre Disco-Hits bekannt wurde.

## Geschichte
Die Anfänge des Trios liegen im Jahr 1976. Damals tingelten der Keyboarder Axel Breitung und der Sänger Martin Tychsen durch Norddeutschland und belegten in einem Nachwuchswettbewerb den ersten Platz. Breitung gründete ein Unternehmen, das Licht- und Tonanlagen baut und sicherte sich damit den ständigen Kontakt zur Musikszene in der Universitätsstadt Göttingen. Der Kontakt zwischen Tychsen und ihm brach dadurch ab.
Axel Breitung begann später Songs zu schreiben (unter anderem für Wencke Myhre, Marlene Ricci und Isabel Varell) und lernte Bernd Dietrich kennen, der später Verleger und Mit-Produzent von Silent Circle wurde. Dietrich machte ihn mit dem damals gefragten Tour- und Studio-Schlagzeuger CC Behrens bekannt. Die beiden absolvierten einige gemeinsame Auftritte, dann wechselte Breitung zu King’s Bishop, einer Band, die Anfang der 1980er Jahre mit einer Mischung aus Classic Rock und Jazzrock überregional Erfolge verbuchte. Nach der Auflösung dieser Formation verschickte Breitung ein Demo unter dem Pseudonym Axel B. und bekam einen Plattenvertrag. Der Hammer hieß die Single, die Ende 1983 als NDW-Titel auf den Markt kam.
Die Debütsingle der Band war Hide Away – Man Is Comin’!. Mit der Nachfolgesingle Single Touch in the Night gelang ihnen der Durchbruch, Stop the Rain und Love Is Just a Word waren weitere erfolgreiche Titel aus ihrem Debütalbum No. 1.  Die Single Moonlight Affair aus dem Album erschien nur in Spanien.
In den 1990er Jahren ließ der Erfolg nach und die Gruppe konnte an frühere Erfolge nicht mehr anknüpfen. Heute spielt die Band meist auf Stadtfesten.
Mitglieder sind aktuell: Martin Tychsen (Gesang), Harald Schäfer (Keyboards) und CC Behrens (Schlagzeug).

## Diskografie

### Alben
- 1986: No. 1
- 1991: Best of Silent Circle
- 1993: Best of Silent Circle Volume II
- 1994: Back
- 1997: Back II – This Is Silent Circle
- 1998: Stories 'bout Love
- 1998: Stories 'bout Love (Limited Edition)
- 2000: Their Greatest Hits of the 90s
- 2005: Golden Collection
- 2010: Hits & More
- 2010: 25 Years – The Anniversary Album
- 2011: No.1–Jubiläums Edition
- 2014: The Original Maxi-Singles Collection
- 2018: Chapter Euro Dance
- 2018: Chapter 80ies – Unreleased
- 2018: Chapter Italo Dance – Unreleased
- 2020: My Star

### Singles
- 1985: Hide Away – Man Is Coming
- 1985: Touch In the Night
- 1986: Stop the Rain
- 1986: Love Is Just a Word
- 1986: Time for Love
- 1986: D. J. Special–Mix
- 1987: Moonlight Affair
- 1987: Multimix
- 1987: Danger Danger
- 1987: Oh Don’t Lose Your Heart Tonight
- 1989: I’m Your Believer
- 1989: What a Shame
- 1993: Touch In the Night (Original Version)
- 1993: 2night
- 1994: Every Move, Every Touch
- 1994: Hit Mix
- 1995: Every Move, Every Touch – Remix
- 1996: Egyptian Eyes
- 1998: Touch In the Night '98
- 1998: One More Night
- 1999: Night Train
- 2000: I Need a Woman
- 2001: Moonlight Affair 2001 (feat. MMX)
- 2018: 2 Night
- 2018: Every Move Every Touch